# Camptodiplosis
Camptodiplosis är ett släkte av tvåvingar. Camptodiplosis ingår i familjen gallmyggor.
Kladogram enligt Catalogue of Life:
| Camptodiplosis | \| \| Camptodiplosis auriculariae \| \| \| \| \| \| Camptodiplosis boleti \| \| \| \| |
|                | \| \| Camptodiplosis auriculariae \| \| \| \| \| \| Camptodiplosis boleti \| \| \| \| |
|                | Camptodiplosis auriculariae                                                           |
|                |                                                                                       |
|                | Camptodiplosis boleti                                                                 |
|                |                                                                                       |